# Kénitra Athlétic Club
Il Kénitra Athlétic Club, noto anche come Kénitra AC o l'acronimo KAC, è una società calcistica marocchina con sede a Kénitra, fondata nel 1938 e militante nella Botola 2, la seconda divisione del campionato marocchino. Gioca le partite casalinghe allo stadio municipale di Kénitra (15 000 posti).
Ha vinto 4 campionati marocchini e una Coppa del Marocco.

## Storia
Il club fu fondato nel 1938 ed è il secondo più antico tra quelli fondati da soli marocchini. La creation del Kénitra Athlétic Club risale all'epoca in cui il Marocco era un protettorato francese e si deve a Seddik Mkinsi e Abdelkader Sbaii, detto Tanto. Il club esordì in Division d'Honneur, poi alla seconda divisione e infine riuscì a essere promosso in massima serie nel 1956, anno della disputa del primo campionato professionistico sotto l'egida della Federazione calcistica del Marocco. 
Nel 1959 il club passa nelle mani di Ahmed Souiri, grande conoscitore del calcio, che divenne per il KAC una sorta di padre spirituale. L'anno dopo il club vinse il suo primo titolo nazionale e nel 1961, un anno più tardi, la sua prima Coppa del Marocco. 
Nel 1981-1982 piazzò il proprio attaccante Mohamed Boussati in cima alla classifica dei cannonieri del campionato nazionale con 25 gol.

## Palmarès

### Competizioni nazionali
- Campionati marocchini: 4

1960, 1973, 1981, 1982
- Coppa del Marocco: 1

1961
- Campionati marocchini di seconda divisione: 2

1976, 2002

### Altri piazzamenti
- Campionato marocchino:

Secondo posto: 1978-1979, 1984-1985
Terzo posto: 1976-1977
- Coppa del Marocco:

Finalista: 1968-1969, 1975-1976, 1990-1991
Semifinalista: 1985-1986, 1991-1992, 2010
- Supercoppa del Marocco:

Finalista: 1961
- Campionato marocchino di seconda divisione

Secondo posto: 2006-2007
- Champions League araba:

Finalista: 1984
- Coppa dei Campioni del Maghreb:

Semifinalista: 1974